# Dżem
Dżem este o trupă de muzică rock și blues poloneză formată în 1973 de frații Adam și Benedykt Beno Otręba, Paweł Berger.

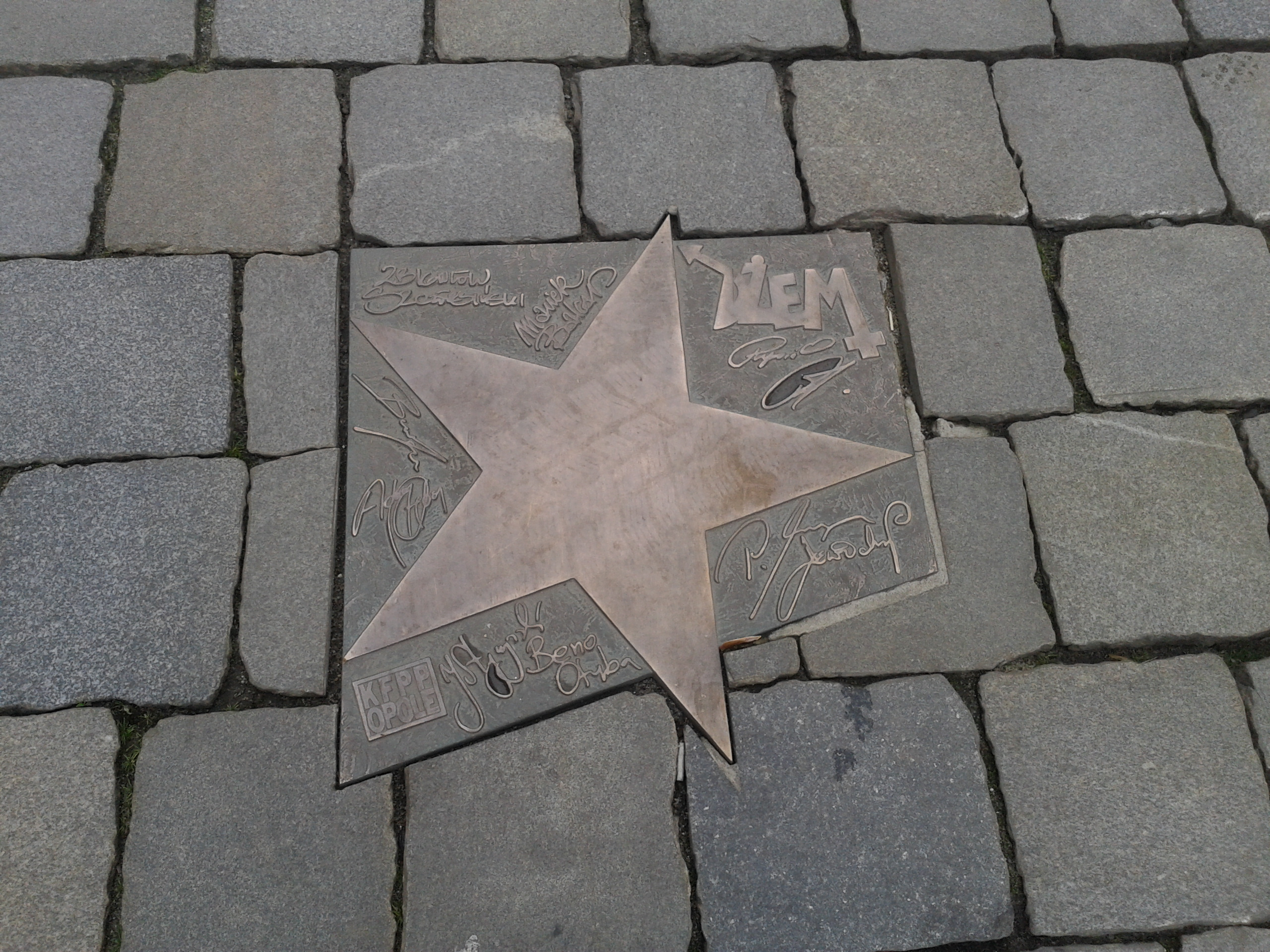
Steaua Dżem în Opole

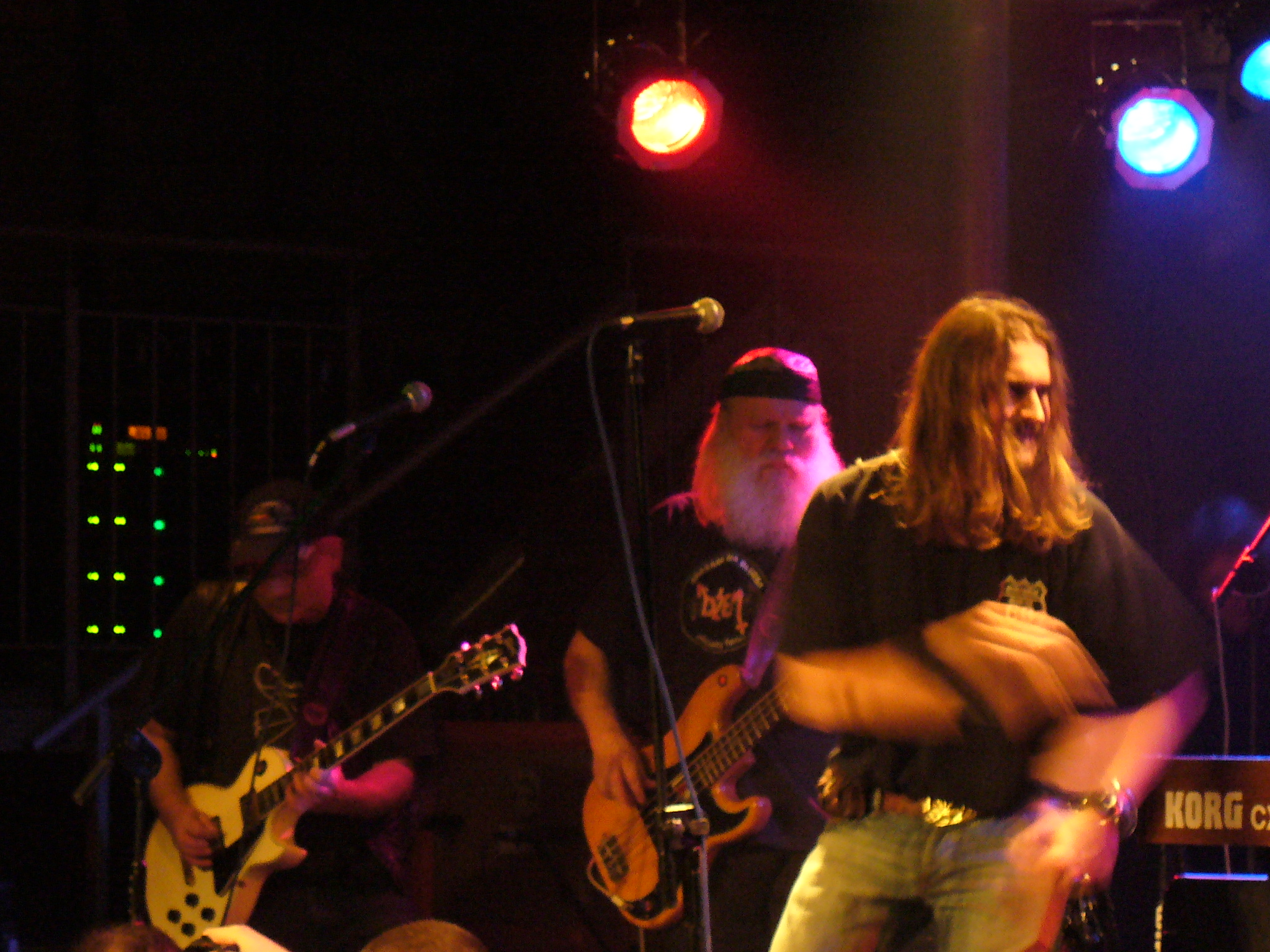
Concertul trupei Dżem de la Katowice - ianuarie 2007

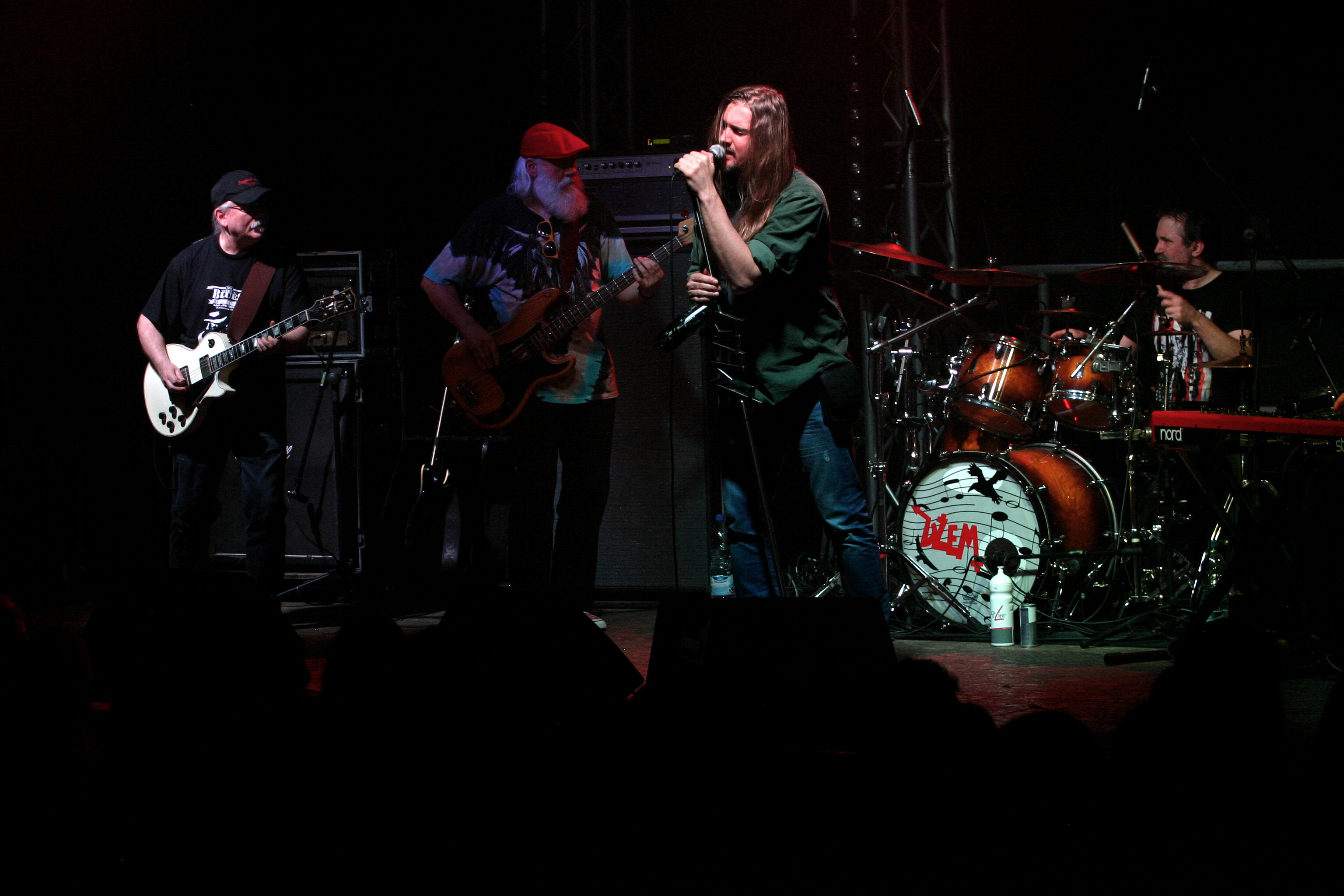
Dżem - concert în Łódź, martie 2013

## Componență
Membri actuali
- Maciej Balcar – voce (2001 – prezent)
- Adam Otręba – chitară solo, voce (1973 – prezent)
- Benedykt „Beno” Otręba – chitară bas (1973 – 1976, 1980 – prezent)
- Jerzy Styczyński – chitară solo (1979 – prezent)
- Janusz Borzucki – clape (2005 – prezent)
- Zbigniew Szczerbiński – baterie (1992 – prezent)

Foști membri
- Ryszard Riedel – voce (1973-1994)
- Jacek Dewódzki – voce (1995-2001)
- Józef Adamiec – chitară bas (1976-1978)
- Tadeusz Faliński – chitară bas (1978-1980)
- Paweł Berger – clape, voce (1973-2005)
- Leszek Faliński – baterie (1975-1980)
- Michał Giercuszkiewicz – baterie (1981-1986)
- Marek Kapłon – baterie (1986-1991)
- Jerzy Piotrowski – baterie (1991-1992)

## Discografie

### Single-uri
| 1981                          | "Paw"                         | –  | –    |
| 1984                          | "Dzień, w którym pękło niebo" | 13 | –    |
| 1986                          | "Skazany na bluesa"           | 20 | –    |
| 1987                          | "Absolutely Live Supplement"  | –  | –    |
| 1988                          | "Ostatni ciężki rok"          | –  | –    |
| 2010                          | "Do przodu"                   | 12 | Muza |
| 2010                          | "Szara mgła"                  | –  | Muza |
| „–” poziția nu a fost notată. |                               |    |      |

## Filmografie
| An   | Titlu             | Regie                       |
| ---- | ----------------- | --------------------------- |
| 1994 | Dżem              | Petro Aleksowski            |
| 1994 | Sen o Victorii    | Tomasz Nowak, Anna Szymanek |
| 2004 | Sie macie ludzie  | Krzysztof Magowski          |
| 2005 | Skazany na bluesa | Jan Kidawa-Błoński          |